# Zorion guttigerum
Zorion guttigerum là một loài bọ cánh cứng trong họ Cerambycidae.